# Tingloy
Tingloy est une municipalité de la province de Batangas. Elle s'étend sur l'île de Maricaban et les îlots attenants, l'ensemble étant situé à 2 kilomètres au sud de la péninsule de Calumpang.
Sa population est de 16 870 habitants (2010); sa superficie est de 36 km2.